# Victorin Lurel
« Lurel » redirige ici.
Victorin Lurel, né le 20 août 1951 à Vieux-Habitants (Guadeloupe), est un homme politique français.
Membre du Parti socialiste (PS), il occupe entre 2001 et 2012 les mandats de maire de Vieux-Habitants, de député et de président du conseil régional de la Guadeloupe. Il est ministre des Outre-mer de 2012 à 2014 au sein des gouvernements Ayrault.
Après la défaite de la gauche aux élections municipales de 2014, il quitte le gouvernement, retrouve son siège de député et se fait réélire président du conseil régional de la Guadeloupe. Sa liste est ensuite battue lors des élections régionales de 2015.
Il est élu sénateur lors des élections sénatoriales de 2017 et réélu lors de celles de 2023.

## Situation personnelle
Victorin Lurel naît dans une famille pauvre de petits paysans, il est le troisième d'une fratrie de douze enfants. Après un baccalauréat en Guadeloupe, il obtient un DEA en économie à l'université Paris-II avant d'intégrer, de 1978 à 1979, l'IEP de Paris, dont il sort sans être diplômé. En 1988, il est initié à l'obédience maçonnique du Grand Orient de France au sein de la loge maçonnique « L'Acacia des Tropiques ».
Victorin Lurel a un fils unique, Nicolas (né le 7 novembre 1982 et retrouvé mort dans sa voiture le 4 mai 2020). 
Un de ses neveux est le chanteur Keros-N.

## Débuts en politique
Élu d'opposition au conseil municipal de Vieux-Habitants à partir de 1989, puis au conseil régional de la Guadeloupe à partir de 1992, il entre au conseil général en 1994 et en devient vice-président en 1998.
Il devient maire de Vieux-Habitants en 2001, après avoir devancé de 12 voix Aramis Arbau lors des élections municipales.

## Député de la Guadeloupe
Au second tour des élections législatives de 2002, il est élu député dans la quatrième circonscription de la Guadeloupe face à Philippe Chaulet, député sortant du RPR, avec 1 500 voix d'avance. Il devient le premier député socialiste de cette circonscription sous la Cinquième République.
En 2003, il est l'un des rares hommes politiques à s'opposer au projet de réforme institutionnelle préconisant la création d'une collectivité administrée par une assemblée unique se substituant à la région et au département actuels. Lors du référendum, 75 % des votants rejettent ce projet. Cette victoire du « non » ouvre la voie à sa candidature aux élections régionales de 2004.
Au second tour des élections législatives de 2007, il est réélu député face à Albert Dorville, maire sans étiquette de la commune de Trois-Rivières soutenu par la droite. Il obtient 15 830 voix, soit 52,6 %. Lors de l'installation de la nouvelle Assemblée nationale, il devient l'un des quatorze vice-présidents du groupe socialiste, radical, citoyen et divers gauche.

## Président du conseil régional de la Guadeloupe
À la tête d'une liste d'union de la gauche réunissant le Parti socialiste, Guadeloupe unie, socialisme et réalités et le Parti progressiste démocratique guadeloupéen, il s'impose aux élections régionales de 2004 en Guadeloupe face à Lucette Michaux-Chevry, présidente sortante apparentée UMP, qui était en poste depuis 1992.
En février 2005, il démissionne de son mandat de maire de Vieux-Habitants pour se mettre en conformité avec les dispositions législatives sur le non-cumul des mandats. En avril suivant, il conduit la liste de la majorité municipale sortante et gagne l'élection partielle dès le premier tour face à Aramis Arbau. Son premier adjoint, Georges Clairy, prend sa succession à la tête de la mairie.

## Secrétaire national du PS chargé de l'outre-mer
En juin 2005, Victorin Lurel est désigné secrétaire national du Parti socialiste chargé de l'Outre-mer par le premier secrétaire François Hollande, en remplacement d'Axel Urgin, qui a mené campagne pour le « non » au référendum sur le projet de Constitution européenne du 29 mai malgré l'opposition de la direction du PS. Le 1er juillet 2006, Victorin Lurel annonce sa démission de cette fonction pour protester contre le non-respect par la direction nationale du PS de son engagement à mieux représenter la « diversité » à travers les investitures pour les élections législatives de 2007, et en particulier les originaires de l'outre-mer. George Pau-Langevin est finalement investie comme candidate. Victorin Lurel retrouve par la suite son poste.
Soutien de Ségolène Royal pour la primaire socialiste de 2006 puis pour l'élection présidentielle de 2007, il occupe les fonctions de responsable et de porte-parole de sa campagne dans l'Outre-mer.

## Homme fort de la gauche en Guadeloupe

### Ancrage local

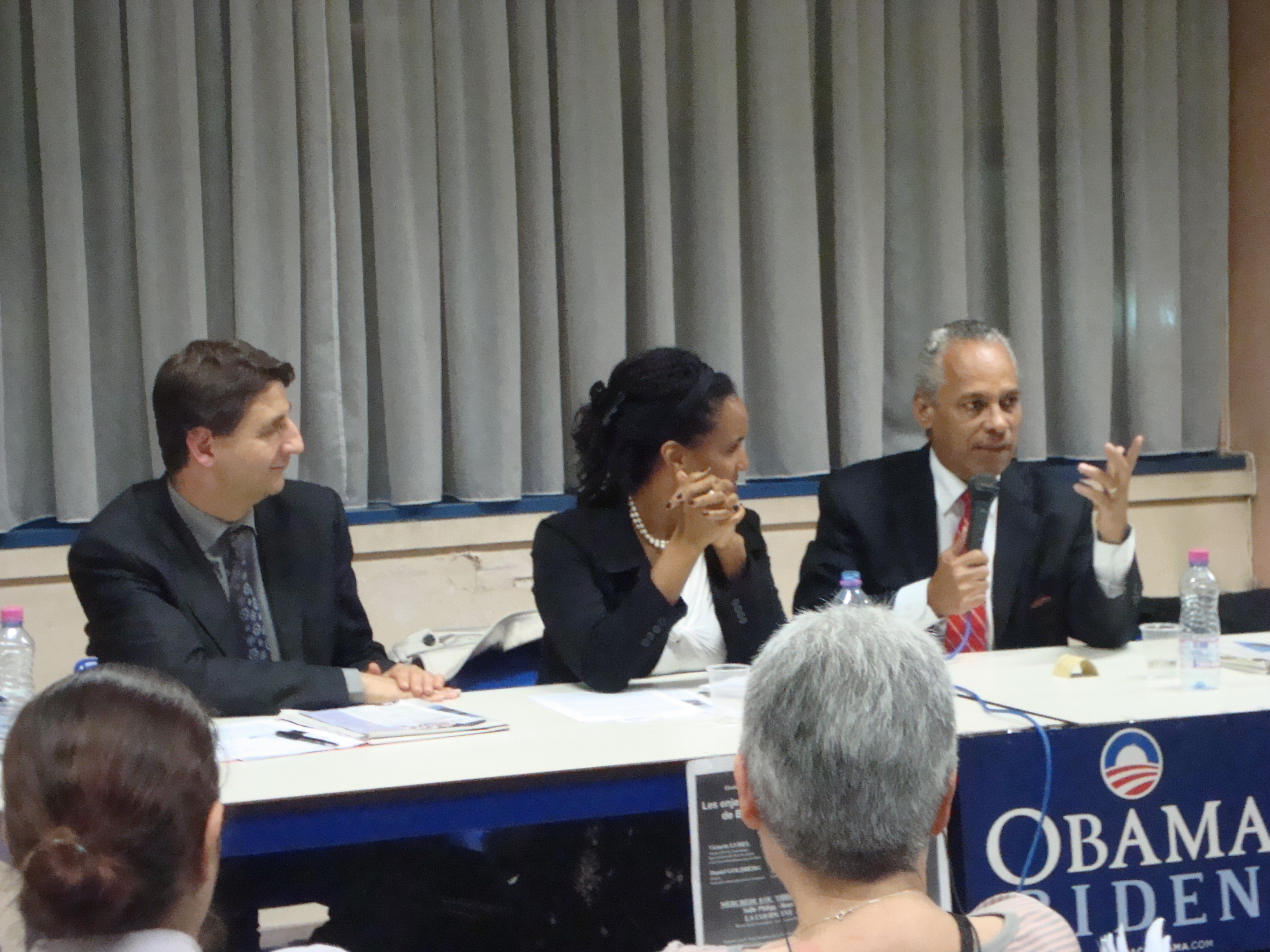
Victorin Lurel lors d'un débat à La Courneuve sur les enjeux de la candidature de Barack Obama (2008).

À l'issue des élections municipales et cantonales de mars 2008, Victorin Lurel demeure l'homme fort de la gauche guadeloupéenne grâce aux succès enregistrés par plusieurs candidats qu'il a soutenus personnellement comme Hélène Vainqueur-Christophe aux Trois-Rivières, Éric Jalton aux Abymes, Ferdy Louisy à Goyave, Jean-Claude Malo à Bouillante et Georges Clairy, son successeur à Vieux-Habitants. Il favorise la réélection du sénateur Jacques Gillot à la présidence du conseil général de la Guadeloupe, grâce au soutien du groupe socialiste, républicain et citoyen (SRC), premier groupe de l'assemblée départementale avec 21 élus sur 40.
En août 2008, il représente le Parti socialiste français à la convention démocrate d'investiture de Barack Obama à Denver (Colorado). En septembre 2009, il est invité au Caucus noir du Congrès, la réunion des parlementaires afro-américains, à Washington.
Le 2 octobre 2009, à l'issue d'un vote des militants socialistes guadeloupéens, Victorin Lurel est officiellement investi comme tête de liste du Parti socialiste pour les élections régionales de 2010. Lors de ces élections, sa liste est la seule dans les 26 régions françaises à l'emporter dès le premier tour avec 78 261 voix, dans une élection marquée par une faible participation (49,8 %) et une abstention record (50,2 %). Il est réélu président du conseil régional de la Guadeloupe le 19 mars 2010.

### Congrès de Reims
Quand s'engagent les débats internes en vue du congrès de Reims du PS de novembre 2008, Victorin Lurel signe une contribution thématique sur les outremers intitulée Les outremers, laboratoire d'idée pour la République. Elle est signée par les principaux responsables du parti (François Hollande, Ségolène Royal, Martine Aubry, Benoît Hamon). Victorin Lurel, fidèle à François Hollande, signe la contribution de celui-ci, puis rejoint la motion A constituée autour du premier secrétaire sortant et de Bertrand Delanoë, en se déclarant favorable à un large rassemblement incluant Ségolène Royal. Victorin Lurel, comme les principales fédérations d'outre-mer (Guadeloupe, Martinique, La Réunion), choisit de soutenir Ségolène Royal face à Martine Aubry pour l'élection du premier secrétaire du Parti socialiste.
Défaite d'extrême justesse au niveau national, Ségolène Royal l'emporte largement dans les Outre-mer, en particulier en Guadeloupe où elle obtient 82 % des voix. Les contestations portées sur les conditions de vote dans les Outre-mer provoquent la colère du secrétaire national sortant et des militants socialistes ultramarins. Victorin Lurel quitte ses fonctions de secrétaire national. Au conseil national du 6 décembre 2008, il n'est pas remplacé, le poste de secrétaire national demeurant « à pourvoir » jusqu'en juin 2009.

## Ministre des Outre-mer

### Nomination
En juillet 2011, il figure parmi les soutiens de François Hollande, candidat à la primaire citoyenne de 2011 en vue de l'élection présidentielle de 2012. En février 2012, il refuse de recevoir Claude Guéant lors de sa visite en Guadeloupe, en réaction à ses propos sur les civilisations.
Après l'élection de François Hollande à la présidence de la République, il est nommé ministre des Outre-mer le 16 mai 2012 et intègre le premier gouvernement Ayrault.
Le 9 juin 2012, au premier tour des élections législatives, il est élu pour la troisième fois député dans la 4e circonscription de la Guadeloupe, avec 67,2 % des suffrages exprimés, face notamment à la candidate de l'UMP Marie-Luce Penchard, ancienne ministre de l'Outre-mer, qui obtient 22,9 % des voix. Il est le ministre et le député le mieux élu de France, avec une participation de 42,5 % et une abstention de 57,5 %. Le 21 juin 2012, après la victoire de la gauche aux élections législatives, il est reconduit à ce poste dans le deuxième gouvernement Ayrault.

### Actions au ministère
Il se fixe pour objectif principal la lutte contre la vie chère dans les Outre-mer. Le Journal officiel publie la loi no 2012-1270 du 20 novembre 2012 relative à la régulation économique outre-mer et portant diverses dispositions relatives aux outre-mer, puis le décret no 2012-1459 du 26 décembre 2012 relatif aux accords annuels de modération de prix de produits de grande consommation de l’article L. 410-5 du code de commerce le 27 décembre 2012.
Après une décision du tribunal administratif de Basse-Terre suspendant provisoirement l'épandage aérien de pesticides (pratique interdite en France depuis une directive de l'Union européenne de 2009) au-dessus des bananeraies de Guadeloupe, Victorin Lurel annonce une saisine du Conseil d'État, le 11 octobre 2012. Le 10 décembre suivant, le tribunal administratif de Basse-Terre annule les arrêtés d'autorisation du préfet de région qui permettaient aux planteurs de bananes d'avoir recours à l'épandage aérien de pesticides. Le 1er mai 2013, Victorin Lurel se déclare de nouveau favorable à la reprise de l'épandage aérien en Guadeloupe, provoquant ainsi la colère des écologistes antillais. Un mois plus tard, une trentaine d'organisations écologistes, syndicales et politiques, ainsi que des médecins et des apiculteurs manifestent leur mécontentement à Pointe-à-Pitre. Le 5 juillet, le tribunal administratif de Basse-Terre s'oppose pour la troisième fois à l'épandage aérien de pesticides en Guadeloupe. Le 27 mai 2014, alors qu'il n'est plus ministre depuis environ un mois, Victorin Lurel se dit « heureux » de la décision de Ségolène Royal de mettre fin aux épandages aériens dans les bananeraies des Antilles françaises.
Le 31 décembre 2013, le Journal officiel publie les « décrets Lurel » réglementant les prix des produits pétroliers ainsi que le fonctionnement des marchés de gros pour la distribution de ces produits dans les départements de la Guadeloupe, de la Guyane, de La Réunion et de la Martinique.
Le 20 janvier 2014, il annonce la création du Conseil représentatif des Français d'outre-mer (CReFOM).

### Obsèques d'Hugo Chávez
En mars 2013, alors qu'il représente la France aux funérailles nationales d'Hugo Chávez, il suscite la polémique en déclarant : « Moi, je dis, et ça pourra m'être reproché (…), que le monde gagnerait à avoir beaucoup de dictateurs comme Hugo Chávez, puisqu'on prétend que c'est un dictateur. Il a pendant ces 14 ans respecté les droits de l'homme », ajoutant que Chávez, « c'est De Gaulle plus Léon Blum. De Gaulle parce qu'il a changé fondamentalement les institutions et puis Léon Blum, c'est-à-dire le Front populaire, parce qu'il lutte contre les injustices ». Les représentants de l'UMP, Jean-François Copé et Hervé Mariton, ainsi que la patronne du Medef, Laurence Parisot, condamnent ces propos. Du côté de la majorité présidentielle, Anne Hidalgo déclare : « Je pense que c'est un peu rapide, un peu abusif, c'est excessif de le dire comme ça », tandis que Julien Dray se dit compréhensif de la « colère » de Victorin Lurel par rapport à « la manière dont le débat sur le bilan de Chávez a été traité en France ».
Les propos de Victorin Lurel suscitent l'indignation de la communauté juive de France en raison des relations entre Hugo Chávez et Mahmoud Ahmadinejad. L'American Jewish Committee France, le B'nai B'rith France, la Confédération des Juifs de France et Amis d’Israël, l'Union des étudiants juifs de France et l'Union des patrons et des professionnels juifs de France condamnent ces propos.

### Élections municipales de 2014
Au premier tour des élections municipales de 2014, la liste du maire sortant de Vieux-Habitants, George Clairy, sur laquelle Victorin Lurel figure en 29e position, est battue par celle de l'ancien maire de droite Aramis Arbau. C'est la première défaite électorale de Victorin Lurel depuis les élections législatives de 1997.
Figurant parmi les ministres engagés dans le scrutin municipal et battus, il n'est pas reconduit dans ses fonctions dans le gouvernement Valls et est remplacé par George Pau-Langevin au ministère des Outre-mer.

## Retour en Guadeloupe

### Fin de mandature régionale
Le 2 mai 2014, il est réélu président du conseil régional de Guadeloupe après la démission de Josette Borel-Lincertin qui en avait assurée la présidence durant son mandat ministériel, et le 3 mai 2014, il retrouve son siège de député qui était tenu par sa suppléante Hélène Vainqueur-Christophe.
Le 19 mai 2014, Victorin Lurel est directement mis en cause par Mediapart dans l'affaire de détournement de fonds publics et d'escroquerie aux subventions en bande organisée du Ceregmia (centre d’étude et de recherche en économie, gestion, modélisation et informatique appliquée de l'université des Antilles et de la Guyane), dirigé par Fred Célimène. Le 24 mai, il publie son droit de réponse au site Mediapart en évoquant la « lourde insistance » de Serge Letchimy. Le 29 avril 2015, le site internet Free Pawol publie un mail de Fred Célimène adressé en avril 2012 à Pascal Saffache, alors président de l'université des Antilles et de la Guyane, dans lequel apparaît le nom de Victorin Lurel.
À l'occasion de la commémoration nationale de l'abolition de l'esclavage, le 10 mai 2015, le président de la République François Hollande inaugure le Mémorial ACTe, porté par Victorin Lurel, en présence des chefs d'État d'Haïti Michel Martelly, du Sénégal Macky Sall, du Mali Ibrahim Boubacar Keïta et du Bénin Thomas Boni Yayi. Il est chargé par François Hollande d'une mission parlementaire sur l'égalité réelle entre l'Outre-mer et l'hexagone.

### Défaite aux élections régionales de 2015
À l'issue du premier tour des élections régionales de 2015 en Guadeloupe, sa liste obtient 41,1 % des suffrages exprimés et est devancée par la liste d'Ary Chalus, qui obtient 43,6 % des suffrages exprimés. Au second tour, sa liste obtient 42,6 % des suffrages exprimés, tandis que celle d'Ary Chalus obtient 57,4 % des suffrages exprimés.
Le 9 avril 2016, il redevient secrétaire national du PS chargé de l'outre-mer.

### Scrutins nationaux de 2017 et sénateur
En décembre 2016, Victorin Lurel annonce qu'il pourrait être candidat à la primaire citoyenne de 2017. Il n'est finalement pas candidat.
Après le renoncement de François Hollande, Victorin Lurel décide de soutenir Manuel Valls à la primaire. Après la défaite de celui-ci, il décide de soutenir le vainqueur Benoît Hamon, qui termine en 5e position en Guadeloupe avec 9,6 % des voix au premier tour, alors qu'en 2012, François Hollande obtenait 57 % des voix dès ce tour. Après la défaite de Benoît Hamon, il appelle à voter pour Emmanuel Macron, qui bénéficiait déjà du soutien d'Ary Chalus et d'Éric Jalton au premier tour.
Victorin Lurel décide de ne pas se représenter aux élections législatives de 2017. Il soutient sa suppléante Hélène Vainqueur-Christophe dans la quatrième circonscription. Dans la première circonscription, il propose la candidature du socialiste Georges Hermin. Ce dernier avait pourtant été condamné en appel en début d’année 2017 pour complicité d’escroquerie dans une affaire de fraude à la défiscalisation, tout comme son suppléant, Maurice Lorquin, condamné pour faux et usage de faux en mars 2017.
Victorin Lurel est élu sénateur aux élections sénatoriales de 2017. Il devient dans la foulée secrétaire du Sénat jusqu'au renouvellement de 2020. Il est réélu en 2023.
Pour la première fois depuis 2004, il n'est pas tête de liste aux élections régionales de 2021 en Guadeloupe. Il figure toutefois en sixième position sur la liste conduite par Josette Borel-Lincertin (PS). Il est réélu conseiller régional lors de ce scrutin, cette liste obtenant 27,6 % des suffrages exprimés au second tour.

## Détail des fonctions et des mandats

### Au gouvernement
- 16 mai 2012 – 31 mars 2014 : ministre des Outre-mer.

### À l’Assemblée nationale
- 19 juin 2002 – 21 juillet 2012 : député de la 4e circonscription de la Guadeloupe.
- 3 mai 2014 – 20 juin 2017 : député de la 4e circonscription de la Guadeloupe.

### Au Sénat
- Depuis le 2 octobre 2017 : sénateur de la Guadeloupe.
- 4 octobre 2017 – 30 septembre 2020 : secrétaire du Sénat.

### Au niveau local
- 20 mars 1989 – 18 mars 2001 : conseiller municipal de Vieux-Habitants.
- 23 mars 1992 – 31 décembre 1992 : conseiller régional de la Guadeloupe.
- 28 mars 1994 – 18 mars 2001 : conseiller général de la Guadeloupe (élu dans le canton de Vieux-Habitants).
- 16 mars 1998 – 25 octobre 2002 : conseiller régional de la Guadeloupe.
- 23 mars 1998 – 25 octobre 2002 : vice-président du conseil général de la Guadeloupe.
- 19 mars 2001 – 29 avril 2005 : maire de Vieux-Habitants.
- Depuis le 29 mars 2004 : conseiller régional de la Guadeloupe.
- 2 avril 2004 – 3 août 2012 : président du conseil régional de la Guadeloupe.
- 2 mai 2014 – 18 décembre 2015 : président du conseil régional de la Guadeloupe.

## Synthèse des résultats électoraux

### Élections législatives
| Année | Parti  | Parti | Circonscription     | 1er tour | 1er tour | 1er tour | 2d tour | 2d tour | 2d tour | Issue |
| Année | Parti  | Parti | Circonscription     | Voix     | %        | Rang     | Voix    | %       | Rang    | Issue |
| ----- | ------ | ----- | ------------------- | -------- | -------- | -------- | ------- | ------- | ------- | ----- |
| 1997  |        | PS    | 4e de la Guadeloupe | 3 801    | 18,8     | 2e       | 9 286   | 37,4    | 2e      | Battu |
| 2002  | 8 543  | PS    | 4e de la Guadeloupe | 38,7     | 2e       | 14 234   | 50,8    | 1er     | Élu     |       |
| 2007  | 10 994 | PS    | 4e de la Guadeloupe | 48,8     | 1er      | 15 830   | 52,6    | 1er     | Élu     |       |
| 2012  | 18 178 | PS    | 4e de la Guadeloupe | 67,2     | 1er      |          |         |         | Élu     |       |

### Élections sénatoriales
| Année | Parti | Parti | Circonscription | Voix | %    | Rang  | Sièges obtenus |
| ----- | ----- | ----- | --------------- | ---- | ---- | ----- | -------------- |
| 2017  |       | PS    | Guadeloupe      | 301  | 38,8 | 1er   | 2 / 3          |
| 2023  | 178   | PS    | Guadeloupe      | 23,0 | 2e   | 1 / 3 |                |

### Élections régionales
Les résultats ci-dessous concernent uniquement les élections où il est tête de liste.
| Année | Parti  | Parti | Région     | 1er tour | 1er tour | 1er tour | 2d tour | 2d tour | 2d tour | Sièges obtenus |
| Année | Parti  | Parti | Région     | Voix     | %        | Rang     | Voix    | %       | Rang    | Sièges obtenus |
| ----- | ------ | ----- | ---------- | -------- | -------- | -------- | ------- | ------- | ------- | -------------- |
| 2004  |        | PS    | Guadeloupe | 65 964   | 44,3     | 1er      | 100 886 | 58,2    | 1er     | 29 / 41        |
| 2010  | 78 261 | PS    | Guadeloupe | 56,5     | 1er      |          |         |         | 31 / 41 |                |
| 2015  | 57 717 | PS    | Guadeloupe | 41,1     | 2e       | 78 261   | 42,6    | 2e      | 13 / 41 |                |